# Trimalaconothrus crassisetosus
Trimalaconothrus crassisetosus är en kvalsterart som beskrevs av Rainer Willmann 1931. Trimalaconothrus crassisetosus ingår i släktet Trimalaconothrus och familjen Malaconothridae.

## Underarter
Arten delas in i följande underarter:
- T. c. crassisetosus
- T. c. fijiensis